# Odd Future
Odd Future, diminutif de Odd Future Wolf Gang Kill Them All, est un collectif de hip-hop américain, originaire de Los Angeles, en Californie. Le groupe est formé et mené par Tyler, The Creator, et comprend les rappeurs Hodgy Beats, Earl Sweatshirt, Domo Genesis et Mike G, le chanteur Frank Ocean, les producteurs Left Brain, Syd tha Kyd et Matt Martians, des membres non musiciens comme Jasper Dolphin, Taco et L-Boy.  Plusieurs groupes sont également associés au collectif comme EarlWolf, MellowHype, The Jet Age of Tomorrow, The Internet et MellowHigh. Le 28 mai 2015, Tyler annonce sur son Twitter la séparation du collectif californien. Cependant, le groupe confirme en mai 2016 être toujours en activité.

## Biographie

### Débuts et succès (2007–2010)
Entre 2007, date de formation du collectif à Los Angeles, et 2009, la plupart des titres d'Odd Future est enregistrée dans une pièce de la maison de Syd tha Kyd et de Taco, appelée The Trap. Ils produisent de nombreux enregistrements dont le premier est disponible gratuitement sur leur site web.
Après la sortie de la première mixtape d'Odd Future, The Odd Future Tape, en 2008, Earl Sweatshirt s'absente souvent du groupe, faisant une brève apparition avant son dix-huitième anniversaire. Des rumeurs laissent entendre que sa mère l'aurait envoyé dans une école spécialisée pour adolescents souffrant de toxicomanie aux Samoa,,.
En 2010, le groupe donne deux concerts en dehors de Los Angeles, un à Londres le 5 novembre 2010, et un autre à New York le 8 novembre 2010. Les places du concert londonien se sont vendues en moins de 48 heures. À New York, les 300 places du Wester Hall où s'est déroulé le concert ont été prises d'assaut. Les concerts d'Odd Future sont souvent comparés à des spectacles punk rock lors desquels la pratique du stage diving, du mosh et les provocations du public sont fréquentes.
Un véritable culte se développe autour d'Odd Future, aussi bien au travers de blogs que dans la presse. Bien que leur musique soit souvent qualifiée d'horrorcore, le groupe a unanimement condamné cette classification par le biais de Twitter, mais aussi lors d'interviews ou encore dans certains de leurs titres comme Sandwitches. Pitchfork classe le groupe dans le indie rap (rap expérimental).

### Diverses apparitions (2011–2015)

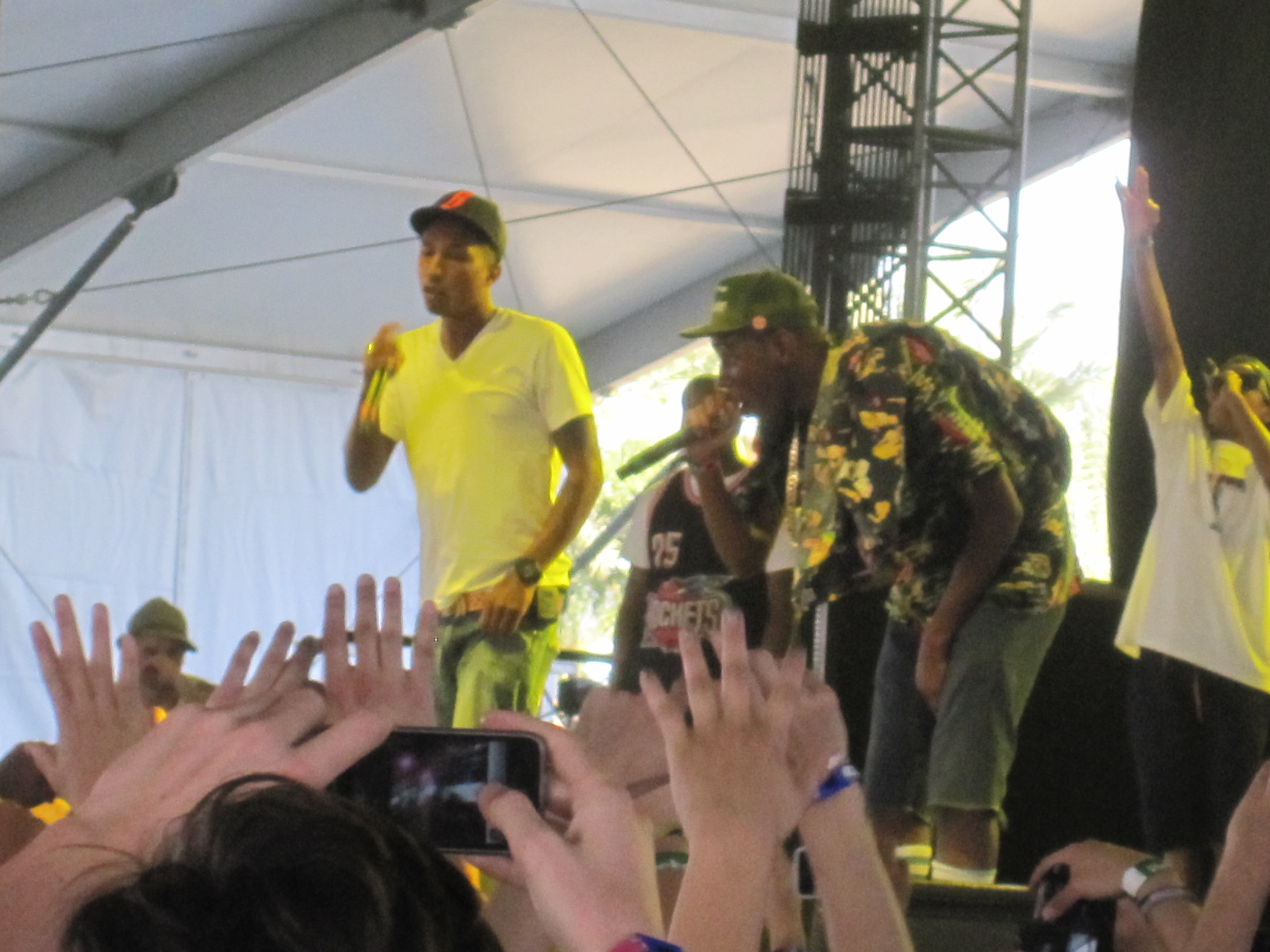
Odd Future et Pharrell Williams en avril 2011.

En avril 2010, le groupe signe un contrat avec RED Distribution pour créer leur propre label, Odd Future Records. En octobre 2011, Tyler, The Creator envoie sur Twitter, un lien vers iTunes proposant un album de douze anciens titres d'Odd Future. Les groupes The Jet Age of Tomorrow, MellowHype et The Internet sont également présents sur l'album. L'opus s'intitule 12 Odd Future Songs en dépit du fait qu'il comporte treize titres dont une nouvelle chanson du groupe The Internet.
MellowHype réédite leur album BlackenedWhite chez Fat Possum Records. Tyler, the Creator signe également un contrat avec XL Recordings et publie Goblin, le 10 mai 2011. Ils se popularisent dans les médias et sur Internet. Bien que souvent considérés comme horrorcore, le groupe dément en faire partie sur Twitter, lors d'entrevues, et sur des chansons comme Sandwitches. Pitchfork catégorise le groupe sous le terme rap indé. En avril 2011, le groupe signe chez RED Distribution et Sony Music Entertainment pour former leur propre label, Odd Future Records. Le 2 août 2011, Odd Future annonce sa participation au Golf Wang Tour 2011.
Le 25 mars 2012, les membres sont les personnages d'une série télévisée à sketches intitulée Loiter Squad et diffusée sur la chaîne Adult Swim. Le 19 mars 2012, le collectif publie son premier album studio intitulé The OF Tape Vol. 2, une suite de la mixtape originale, The Odd Future Tape. L'album atteint la 5e place du Billboard 200 et la 13e place des classements canadiens. Frank Ocean publie son premier album channel ORANGE le 17 juillet 2012. D'autres projets solo des membres sont ensuite publiés comme No Idols de Domo Genesis avec The Alchemist, le 1er août, et Numbers de MellowHype, le 9 octobre.
Le 2 avril, Tyler The Creator publie son deuxième album, Wolf, qui débute troisième du Billboard 200 avec 89 895 exemplaires vendus aux États-Unis,. Earl Sweatshirt publie son premier album solo, Doris, le 20 août 2013.

### Changements (depuis 2015)
Le 18 janvier 2015, Hodgy Beats confirme le départ de MellowHype.
En mai 2015, Tyler poste une photo sur Twitter du collectif Odd Future en 2010.
Le 30 juin 2015, Matt Martians annonce son départ de Odd Future. En mai 2015, Tyler annonce la dissolution du groupe.
Le 11 mars 2016, Syd Tha Kyd annonce officiellement son départ de Odd Future. Le 2 mai 2016, le groupe confirme être toujours actif sur Twitter.

## Membres

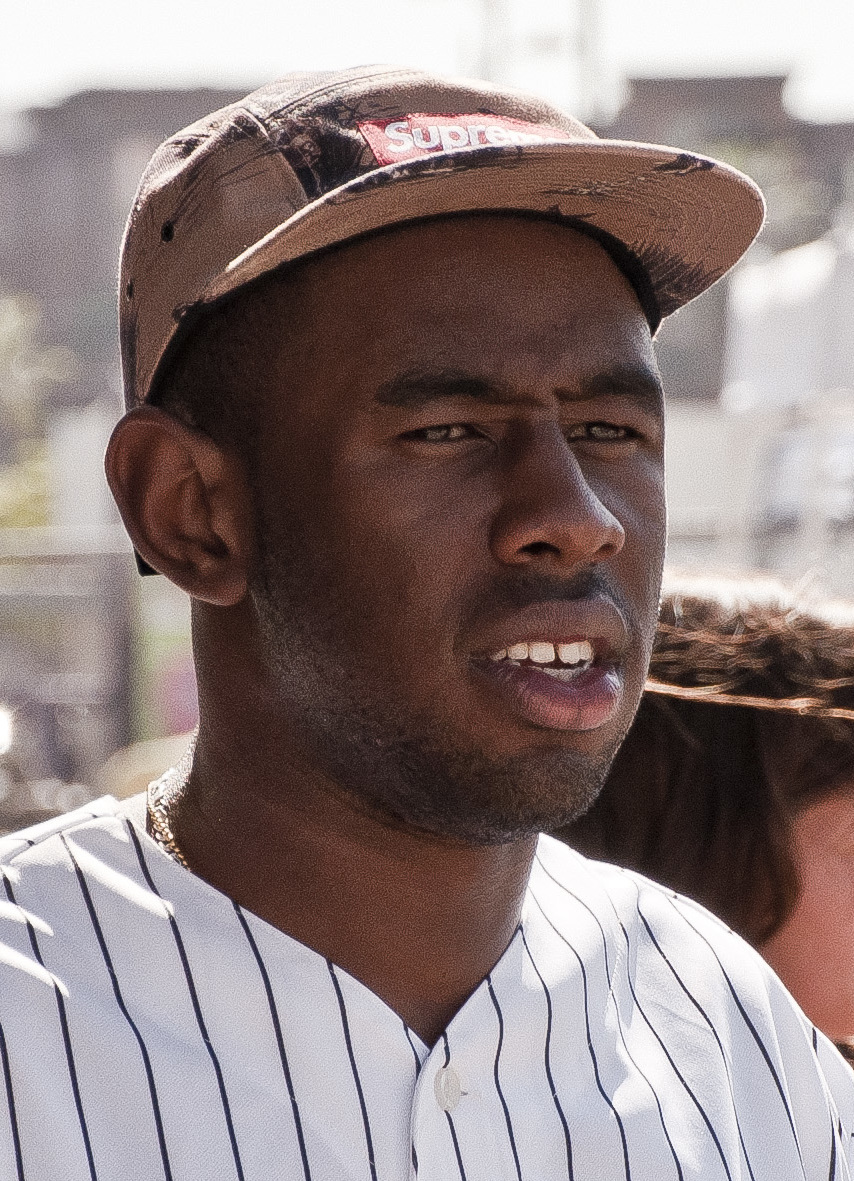
Tyler, The Creator, meneur de facto d'Odd Future.

- Tyler, The Creator - rap, réalisation, production, acteur
- Frank Ocean - chant, auteur-interprète, rap, production
- Earl Sweatshirt - rap, production, acteur
- Hodgy Beats - rap, production
- Domo Genesis - rap
- Left Brain -  production, rap
- Mike G - rap, mixage chopped and screwed
- Syd tha Kyd - DJing, mixage, chant, production
- Matt Martians - mixage, production, chant
- Hal Williams - production, rap
- Taco Bennett - rap, acteur, DJing
- Jasper Dolphin - rap, acteur[29]
- Lucas Vercetti - manager de merchandising, « mascotte »[30],[31]
- L-Boy - rap, acteur, auteur[32],[33]
- Casey Veggies (Casey Jones)

## Discographie

### Albums studio
- 2012 : The OF Tape Vol. 2

### Mixtapes
- 2008 : The Odd Future Tape
- 2010 : Radical

### Compilations
- 2011 : 12 Odd Future Songs